# Ctenophorus ibiri
Ctenophorus ibiri — вид ігуаноподібних ящірок родини агамових (Agamidae). Ендемік Австралії. Описаний у 2023 році.

## Поширення і екологія
Ctenophorus ibiri мешкають на півострові Ейр у Південній Австралії. Вони живуть в сухих заростях маллі.